# 피질 (해부학)

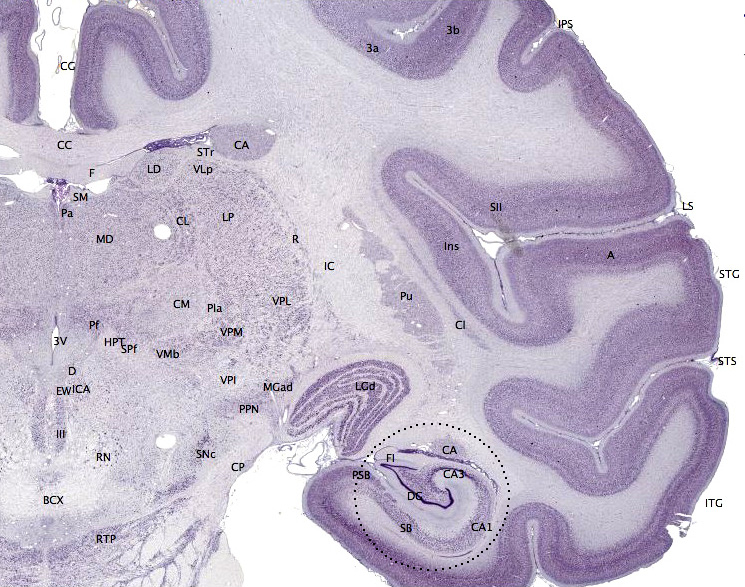
히말라야원숭이의 뇌피질

피질(cortex)은 해부학과 동물학에서 기관 (해부학)의 가장 바깥쪽(또는 표면) 층이다. 잘 정의된 피질층을 가진 기관에는 콩팥, 부신, 난소, 가슴샘, 그리고 모든 피질 중에서 가장 잘 알려진 대뇌 피질을 포함한 뇌의 일부가 포함된다.

## 저명한 예시
- 부신겉질
- 가슴샘
- 대뇌 피질
- 림프절

## 대뇌 피질
대뇌 피질은 일반적으로 감각 영역, 운동 영역, 연관 영역의 세 부분으로 구성되어 있다. 이 감각 영역은 감각으로부터 정보를 받고 처리한다. 시각, 청각 및 촉각의 감각은 일차 시각 피질, 일차 청각 피질 및 일차 체성 감각 피질에 의해 제공된다. 소뇌 피질은 소뇌의 얇은 회색 표면층으로, 외부 분자층 또는 분자층, 퍼킨제 세포의 단일층(신경절층), 내부 과립층 또는 과립층으로 구성된다. 피질은 대뇌의 외부 표면이며 회백질로 구성된다.
운동 영역은 대뇌 피질의 양쪽 반구에 위치한다. 피질의 두 영역은 일반적으로 운동이라고 불린다. 일차 운동 피질은 자발적인 움직임을 실행한다.